# Хвостоколообразные
Хвостоколообразные (лат. Myliobatiformes) — отряд скатов. Результаты морфологического и генетического анализов показали, что данная группа является монофилетической.

## Описание
Кожа лишена чешуи.  У многих представителей отряда у основания хвоста имеются одна или несколько зазубренных по краям колючек.  Тело уплощено, грудные плавники сращены с головой и телом. Они образуют диск округлой, овальной или ромбовидной формы, ширина которого часто превышает длину. Выростов на тазовых хрящах нет, брызгальца не несут следов жаберных складок.

## Распространение
Обычные в тропических и субтропических морях, редки в умеренных широтах. Живут на мелководье, но есть и глубоководные формы. Заходят в устья рек. Несколько видов речных скатов (Potamotrygon) живут в бассейне Амазонки и в других реках Бразилии и Парагвая.

## Размножение
Яйцеживородящие или живородящие (выросты стенок матки проникают в брызгальца зародыша и богатая белками слизь, выделяемая ими, попадает в его пищеварительный тракт). Одновременно рожают 4—12 детёнышей.

## Классификация
Классификация по Дж. Нельсону, 2009:
- Подотряд Platyrhinoidei
  - Семейство Platyrhinidae D. S. Jordan, 1923 — Платириновые скаты, или дисковые скаты[4]
- Подотряд Zanobatoidei
  - Семейство Zanobatidae Fowler, 1928
- Подотряд Myliobatoidei
  - Надсемейство Hexatrygonoidea
    - Семейство Hexatrygonidae Heemstra & M. M. Smith, 1980 — Шестижаберные скаты

  - Надсемейство Urolophoidea
    - Семейство Plesiobatidae K. Nishida, 1990
    - Семейство Urolophidae J. P. Müller & Henle, 1841 — Короткохвостые хвостоколы, или толстохвостые скаты-хвостоколы

  - Надсемейство Urotrygonoidea
    - Семейство Urotrygonidae McEachran, Dunn & Miyake, 1996 — Уротригоны[5]

  - Надсемейство Dasyatoidea
    - Семейство Dasyatidae D. S. Jordan, 1888 — Хвостоколовые, или скаты-хвостоколы
    - Семейство Potamotrygonidae Garman, 1877 — Речные хвостоколы
    - Семейство Gymnuridae Fowler, 1934 — Гимнуровые, или скаты-бабочки
    - Семейство Myliobatidae Bonaparte, 1838 — Орляковые скаты